# 石井六之助
石井 六之助（いしい ろくのすけ、生没年不詳）とは明治時代の東京の地本問屋。

## 来歴
万屋と号す。明治時代に東京府日本橋区馬喰町2丁目11番地、後に深川区常盤町1丁目11番地において地本問屋を営業している。楊斎延一、豊原国周、豊原国輝らの錦絵、双六絵作品を出版している。

## 作品
- 楊斎延一 「海陸軍大演習之図」 大判3枚続 錦絵 明治23年（1890年）
- 豊原国周 「平将門島広山討死の場」 大判3枚続 錦絵 明治23年
- 豊原国輝 「中和ヨリ進撃平壌大激戦」大判3枚続 錦絵 明治27年（1894年）
- 楊斎延一 「二重橋奠都卅年祭ノ図」 大判3枚続 錦絵 明治31年（1898年）
- 楊斎延一 「天津城陥落之図」  大判3枚続 錦絵 明治33年（1900年）
- 作者不詳 「新板裏表忠臣蔵双六」 双六絵  明治34年（1901年）